# بریلیم
بِریلیُم یا بریلیوم (به انگلیسی: Beryllium) عنصری شیمیایی با عدد اتمی ۴ و نشان شیمیایی Be است. این عنصر یک فلز قلیایی خاکی سخت، شکننده، سبک‌وزن و به رنگ خاکستری فولادی است. بریلیم یک عنصر دوظرفیته است که در حالت طبیعی، تنها در ترکیب با عناصر دیگر در کانی‌ها وجود دارد. گوهرسنگ‌های شناخته‌شده‌ای که شمار زیادی بریلیم دارند، شامل بریل، زمرد کبود، زمرد و کریزوبریل است. این عنصر در گیتی نسبتا کمیاب است و معمولاً به عنوان محصولی از پوسته شدن هسته‌های اتمی بزرگتر که با پرتوهای کیهانی برخورد کرده‌اند شکل می‌گیرد. در هسته ستارگان، بریلیم با ذوب شدن به عناصر سنگین‌تر کاهش می‌یابد. بریلیم حدود ۰٬۰۰۰۴ درصد از پوسته زمین را تشکیل می‌دهد. تولید سالانه ۲۲۰ تن بریلیم در جهان معمولاً با استخراج از ماده معدنی بریل تولید می‌شود، که فرآیندی دشوار است زیرا بریلیم به شدت با اکسیژن پیوند تشکیل می‌دهد.
به دلیل داشتن دماپایداری، رسانندگی گرمایی و چگالی پایین (۱٬۸۵ برابر آب)، بریلیم را تبدیل به یک ماده مناسب در فناوری هوافضا برای قطعات هواپیما، موشک، فضاپیما و ماهواره می‌کند. بریلیم به خاطر چگالی و جرم اتمی کمش، نسب به اشعه ایکس و دیگر گونه‌های پرتوهای یونیزان نور گذران است، بنابراین بریلیم رایج‌ترین ماده به‌کاربرده‌شده در تجهیزات اشعه ایکس و آشکارساز ذرات است. هنگامی که بریلیم به عنوان یک عنصر آلیاژ به آلومینیوم، مس (به‌ویژه آلیاژ مس بریلیم)، آهن یا نیکل افزوده می‌شود، هرگونه خاصیت فلزی را بهبود می‌بخشد. برای نمونه، ابزارها و قطعاتی که از مس بریلیم ساخته شده‌اند، مقاوم و سخت هستند و هنگامی که به یک سطح فلزی برخورد می‌کنند جرقه ایجاد نمی‌کنند.
به‌کارگیری تجاری بریلیم نیازمند استفاده همیشگی از تجهیزات کنترل گرد و غبار مناسب و کنترل‌های صنعتی است زیرا گرد و غبارهای حاوی بریلیم سمی دارد که می‌تواند منجر به بیماری آلرژیک مزمن و یا تهدید جانی شود.

## مشخصات

### مشخصات فیزیکی
بریلیم یک فلز به رنگ خاکستری فولادی است و در دمای اتاق شکلی سخت دارد و یک ساختار بلوری شش‌ضلعی‌شکل دارد. بریلیم یک سفتی استثنایی و نقطه ذوب ۱۲۸۷° سلسیوس دارد. مدول کشسان بریلیم حدود ۵۰ درصد از فولاد بزرگ‌تر است. ترکیب این مدول و چگالی نسبتاً پایین، منجر به یک سرعت صوت تند غیرعادی می‌شود و در شرایط استاندارد دما و فشار، حدود ۱۲٬۹ کیلومتر بر ثانیه است. دیگر ویژگی‌های قابل توجه بریلیم، ظرفیت گرمایی ویژه بالا (۱۹۲۵ J·kg−۱·K−۱) و رسانایی گرمایی (۲۱۶ W·m−۱·K−۱) است که بریلیم را یک فلز با بهترین ویژگی‌های اتلاف گرما در یکای وزن می‌کند.

## بریلیوم در ستارگان
مقدار بریلیوم در ستارگان نسبتاً فراوان است.
معمولاً عمر ستارگان را با استفاده از طیف ماوراء بنفش ساطع شده از بریلیوم ستارگان می‌سنجند.

## آلیاژهای برلیوم آلومینیوم

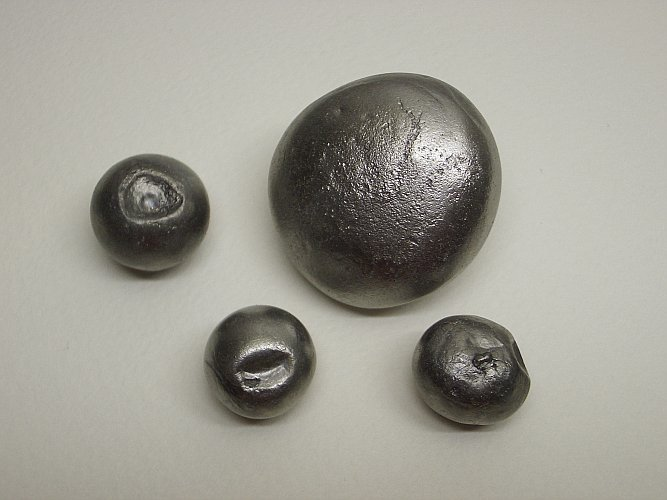
بِریلیُم

برالکست (Beralcast) خانواده‌ای از آلیاژهای برلیوم آلومینیوم تولید شده توسط شرکت IBC Engineered Materials می‌باشد. این دسته از آلیاژهای آلومینیوم برلیوم، جهت غلبه بر محدودیت‌های برلیوم خالص و آلیاژهای آلومینیوم به‌صورت جداگانه طراحی شده‌است تا در نتیجه ترکیب آن از هر دو مزایای این دو فلز به‌صورت توأم استفاده گردد. برلیوم به‌تنهایی یک فلز مقاوم به اکسیداسیون با چگالی {\displaystyle g/cm^{3}} 1.844 و دمای ذوب ۱۲۸۷ درجه سانتی گراد می‌باشد اما هنگامی که با سایر فلزاتی چون آلومینیوم، مس و غیره ترکیب می‌شود خواص خارق‌العاده‌ای ایجاد می‌کند. آلیاژ برالکست به‌عنوان جانشینی مؤثر و کارآمد با هزینه‌های اندک می‌تواند جایگزینی مناسب از موادی چون آلومینیوم ریخته‌گری شده، منیزیوم، تیتانیوم، کامپوزیت‌های زمینه فلزی یا غیرفلزی، برلیوم خالص یا پودر متالورژی برلیوم آلومینیوم می‌باشد که به نحو خوبی عمل می‌کند. فاز اصلی ماتریس فلزی در این آلیاژ بیش از سه برابر از آلومینیوم مستحکم‌تر می‌باشد، این در حالی است که وزن کمتری داردو قابلیت ریختن قطعات دقیق با عملکرد پیچیده‌ای را دارا می‌باشد.